# Wybory parlamentarne w Rosji w 1993 roku
Wybory parlamentarne w Rosji w 1993 roku odbyły się 12 grudnia 1993. Do zdobycia było 450 miejsc w rosyjskiej niższej izbie parlamentu, Dumie Państwowej. Nowe prawo wyborcze przyjęte w 1993 roku zmieniło dotychczasowe prawo wyborcze i głosowanie do parlamentu. Nowa zasada przyjmowała, że połowa kandydatów będzie wybieranych z list wyborczych, natomiast druga połowa będą to kandydaci niezależni wybierani w jednomandatowych okręgach. 
Aby można było się dostać na listę wyborczą, każda partia musiała zebrać przynajmniej 100,000 podpisów, z czego nie więcej niż 15 procent mogło pochodzić z okręgu, z którego dana partia pochodziła. Próg wyborczy dla partii wynosił 5%, natomiast dla kandydatów niezależnych próg ten zaczynał się od 1%, a następnie decydowały różnice procentowe pomiędzy kandydatami. Frekwencja wynosiła 54,81%. 	

## Wyniki[1]
| Nazwa partii                              | Wynik % | Liczba mandatów |
| ----------------------------------------- | ------- | --------------- |
| Liberalno-Demokratyczna Partia Rosji      | 22,9%   | 64              |
| Wybór Rosji                               | 15,5%   | 58              |
| Komunistyczna Partia Federacji Rosyjskiej | 12,4%   | 48              |
| Agrarna Partia Rosji                      | 8,0%    | 33              |
| Kobiety Rosji                             | 8,1%    | 23              |
| Jabłoko                                   | 7,9%    | 22              |
| Partia Rosyjskiej Jedności i Zgody        | 6,8%    | 19              |
| Demokratyczna Partia Rosji                | 5,5%    | 15              |
| Inne sojusze i bloki wyborcze             | 10,1%   | 31              |
| Niezależni                                | 2,8%    | 131             |
| Razem                                     | 97,2%   | 444             |

Pozostałe partie nie przekroczyły pięcioprocentowego progu wyborczego. Do parlamentu dostało się także 131 kandydatów niezależnych, partii mniejszościowych oraz bloków wyborczych. Frekwencja wyborcza wyniosła ponad 55%.